# Resolució 1111 del Consell de Seguretat de les Nacions Unides
La Resolució 1111 del Consell de Seguretat de les Nacions Unides fou adoptada per unanimitat el 4 de juny de 1997. Després de recordar totes les resolucions anteriors sobre Iraq, inclosa la 986 (1995), que va establir el Programa Petroli per Aliments, el Consell, actuant sota el Capítol VII de la Carta de les Nacions Unides, va ampliar les disposicions d'aquesta resolució relatives a les vendes d'hidrocarburs iraquians durant 180 dies més per satisfer les necessitats humanitàries del poble iraquià.
El Consell de Seguretat era convençut de la necessitat d'una ajuda temporal per a proporcionar assistència humanitària al poble iraquià fins al compliment de les resolucions del Consell de Seguretat pel Govern del Iraq, especialment la Resolució 687 (1991). Era decidit a evitar el deteriorament de la situació humanitària a Iraq i estava convençut que les ajudes s'han de distribuir per igual a tot el país i a tots els segments de la població.
Actuant sota el capítol VII, el Consell va decidir que el mecanisme pel qual les exportacions de petroli iraquià financés l'ajuda humanitària continuaria durant 180 dies més, començant a les 00:00 EDT el 8 de juny de 1997. També es va decidir que es fes una revisió 90 dies després de l'aprovació de la resolució actual, relativa a la seva implementació, inclosa la possibilitat d'ampliar-les.
Es va demanar al secretari general Kofi Annan que informés 90 dies i abans dels 180 dies després de l'aprovació de la resolució actual, sobre la base de l'observació del personal de les Nacions Unides a Iraq sobre si el govern iraquià havia distribuït medicaments, subministraments de salut, productes alimentaris i materials i subministraments per a necessitats civils essencials. Mentrestant, es va demanar al Comitè establert a la Resolució 661 (1991) que informés al Consell en els mateixos intervals que Kofi Annan sobre l'aplicació de les disposicions de la Resolució 986.